# Masalia tosta
Masalia tosta là một loài bướm đêm trong họ Noctuidae.